# ناش كانيلاريا
ناش كانيلاريا (بالإنجليزية: Nash Candelaria)‏ (7 مايو 1928، لوس أنجلوس في الولايات المتحدة)؛ روائي أمريكي.